# Levelen up
Levelen up is een lied van de Nederlandse rappers Fatah, Lijpe, Henkie T en KA. Het werd in 2021 als single uitgebracht.

## Achtergrond
Levelen up is geschreven door Abdel Achahbar, Henk Mando, Ayoub Chemlali en Fatah en geproduceerd door Serop. Het is een nummer uit het genre nederhop. Het nummer gaat over geld verdienen en hoe de rappers er zelf mee omgaan. Het is de eerste keer dat Fatah met Henkie T en KA op een track te horen is. Met Lijpe had hij wel al eerder nummers uitgebracht; Links of rechts, Aan de kant en Maak om. Lijpe had voor Levelen up ook met Henkie T al liedjes gemaakt, namelijk Love is fake en Roadrunner. Na Levelen up herhaalden ze de samenwerking op Ik weet niet en Tanger. Met KA had Lijpe de nummers RS6 en Handrem uitgebracht. De twee herhaalden hun samenwerking op Hoop. Het was daarnaast ook de eerste keer dat KA en Henkie T op een lied te horen waren. Lijpe, Fatah en KA herhaalden de samenwerking in 2023 op 100 doezoe cash.

## Hitnoteringen
De artiesten hadden succes met het lied in de Nederlandse hitlijsten. In de Single Top 100 piekte het op de elfde plek en was het vier weken te vinden. Er was geen notering in de Top 40; de single bleef steken op de elfde plaats van de Tipparade.